# Cestni predor Gotthard
Cestni predor Gotthard v Švici poteka od kraja Göschenen v kantonu Uri je na severni strani, do kraja Airolom v Ticinu na jugu. Je 16,942 km dolg in poteka pod prelazom Gotthard. Ob otvoritvi je bil tretji najdaljši cestni predor na svetu po norveškem predoru Lærdal (24,5 km) in kitajskim predorom Zhongnanshan (18 km).

## Zgodovina
V odgovor na razcvet avtomobilizma v Švici in priljubljenost Italije kot potovalne destinacije, je švicarska vlada v juliju 1969 dala soglasje za gradnjo 16-kilometrskega cestnega predora Gotthard. Predor naj bi zagotavljal celoletno cestno povezavo med centralno Švico in Milanom in bi nadomestil visokogorski cestni prelaz Gotthard.
Cestni predor je bil odprt 5. septembra 1980. Je dvopasoven, en prometni pas za vsako smer vožnje. Ima štiri velike odprtine za prezračevanje in dodatno  stransko galerijo 10 in 18 metrov od glavnega predora, ki imata svoj neodvisen prezračevalni sistem. Omejitev hitrosti v predoru je 80 km/h. V predoru je uveljavljena varnostna razdalja 150 m  med vsakim tovornjakom.

## Železnišk predor
Železniški predor Gotthard poteka v bližini, vendar ločeno od cestnega predora in se navezuje na železniški sistem na sever-jug preko Švice. Odprt je bil leta 1882. 
Leta 2002 so začeli graditi tako imenovani Bazni predor Gotthard. Otvorili so ga leta 2016 in je s 57 kilometri najdaljši na svetu. Zgradili so ga za hitre vlake (hitrost 160 km/h), ki potujejo iz severne Švice v Ticino oziroma iz severne Evrope v Sredozemska pristanišča.